# 7月30日 (旧暦)
旧暦7月30日は旧暦7月の30日目である。年によっては7月の最終日となる。六曜は赤口である。

## できごと
- 弘安4年（ユリウス暦1281年8月15日） - この日から翌日にかけて激しい雨風。弘安の役の元軍が壊滅（神風）

## 誕生日
- 文正元年（ユリウス暦1466年9月9日） - 足利義稙（足利義材）[要出典]、室町幕府10代将軍（+ 1523年）

## 忌日
- 保元元年（ユリウス暦1156年8月17日） - 源為義、武将・河内源氏の棟梁（* 1096年）
- 文亀2年（ユリウス暦1502年9月1日） - 宗祇、連歌師（* 1421年）